# Walter Armbrust
Walter Armbrust (* 17. Oktober 1882 in Hamburg; † 9. April 1941 in Eisenach) war ein deutscher Organist und Dirigent.

## Leben
Walter Armbrust war der Sohn des Orgelvirtuosen Karl Armbrust und dessen Ehefrau Thusnelde geborene Faißt († 1893). Sein Großvater mütterlicherseits war der Komponist Immanuel Faißt.
Nach dem Besuch des Realgymnasiums in Hamburg besuchte Walter Armbrust von 1900 bis 1903 das Fürstlich-Schwarzburgische Konservatorium in Sondershausen unter Carl Schroeder. 1903 ging er nach Leipzig als Schüler von Paul Homeyer und war in Dresden als Orchesterdirigent im Konzertfach tätig. Ab 1904 war er in Hamburg, wie sein Vater, ein führender Orgelvirtuose sowie Orchesterdirigent. 
1920 ging er zurück nach Dresden als Direktor des Philharmonischen Orchesters. 1922 wurde er in Eisenach zum städtischen Kapellmeister ernannt. Ein Jahr später wurde Walter Armbrust Direktor der Singakademie. 1924 wurde er in Anerkennung seiner Verdienste um das Eisenacher Musikleben zum städtischen Musikdirektor ernannt. Als solcher dirigierte er das 1919 gebildete städtische Orchester, das er bis zu seinem Tod im Jahre 1941 leitete.
Walter Armbrust war verheiratet mit Elise geborene Michow.